# Izvoarele, Mehedinți
Izvoarele este un sat în comuna Gruia din județul Mehedinți, Oltenia, România. Satul exista înainte de anul 1656, când este menționat în scris ca aflat în stăpânire boierească.
O bazilică paleo-creștină, datând din prima jumătate a secolului IV, a fost descoperită lângă localitate. Biserica are o lungime de 12,80 metri și lățimea de 6,50 metri, și a fost distrusă  din cauza eroziunii solului, ea fiind situată pe malul Dunării.